# Löwengasse 8 (Kürnbach)

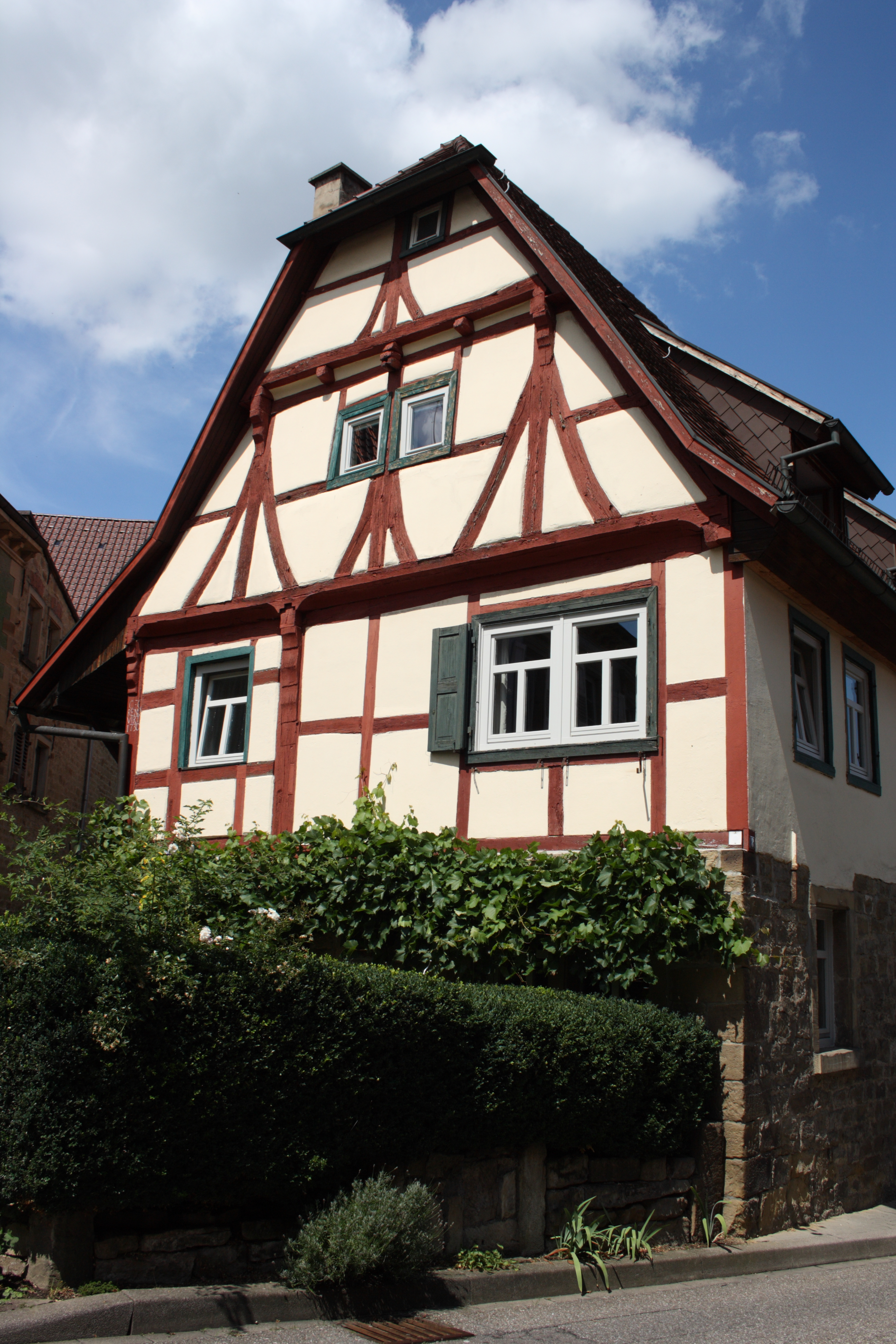
Fachwerkhaus Löwengasse 8 in Kürnbach

Das Gebäude Löwengasse 8 in Kürnbach, einer Gemeinde im Landkreis Karlsruhe im nordwestlichen Baden-Württemberg, ist ein Fachwerkhaus aus dem 15. Jahrhundert.

## Beschreibung
Der älteste Bauteil des Hauses, vom Ende des 15. Jahrhunderts, ist das Giebeldreieck mit den zwei Dachstöcken. Der Krüppelwalm wurde später hinzugefügt. Auch aus dem 15. Jahrhundert ist der Bundständer mit sägeschnittförmiger Konsole. Das Giebeldreieck besitzt keine Zierformen und das Holz ist auf das Notwendigste reduziert. Mit der Inschrift „C F C RENOVIRT 1730“ am linken Eckständer wird auf eine Veränderung des Hauses hingewiesen.